# Friedrich Klose

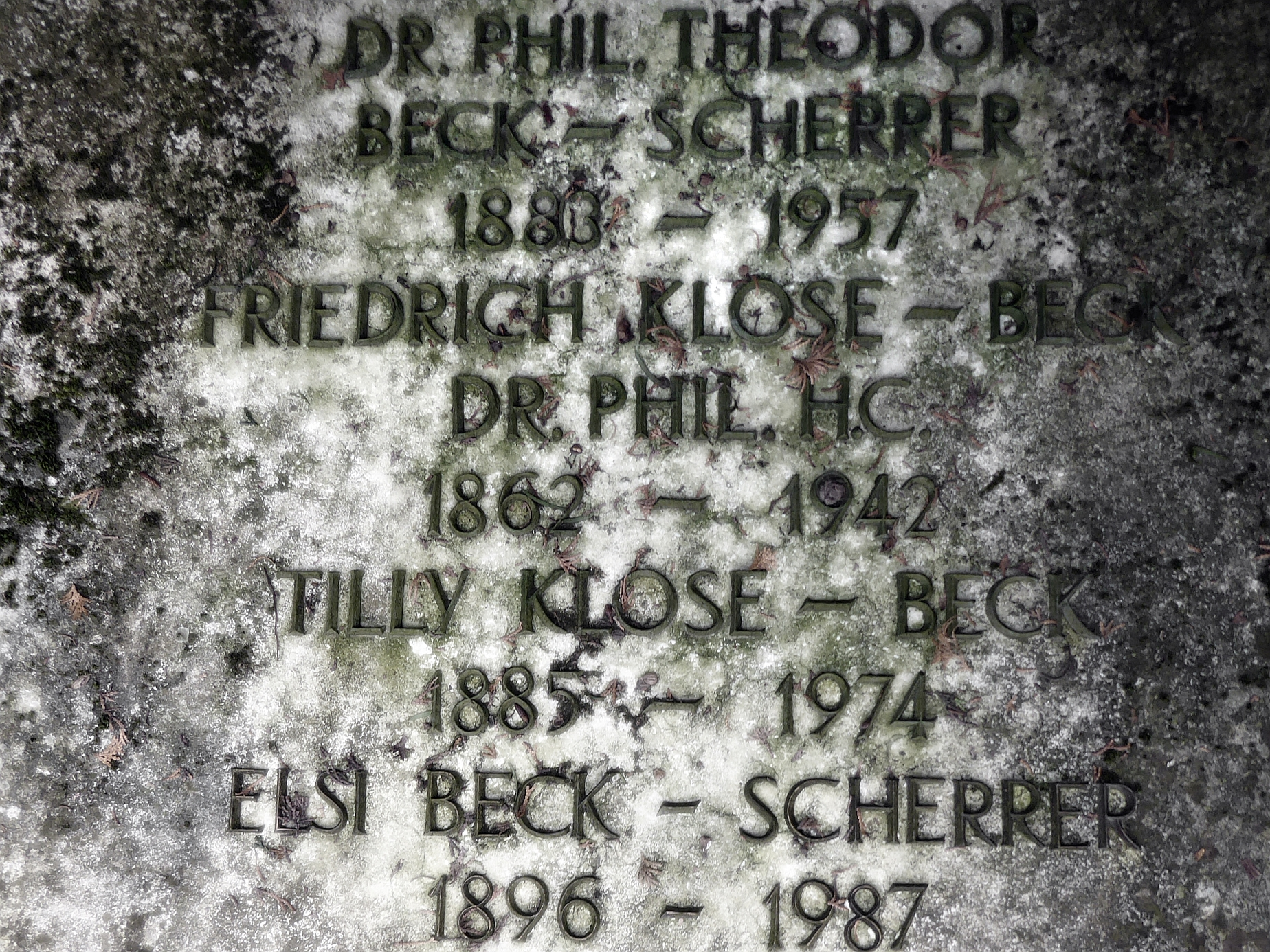
Tomba della famiglia Klose al cimitero di Basilea

Friedrich Klose (Karlsruhe, 29 novembre 1862 – Muralto, dicembre 1942) è stato un compositore tedesco.

## Biografia
Ha studiato musica dapprima a Ginevra, allievo di Vinzenz Lachner, e successivamente a Vienna sotto la guida di Anton Bruckner.
Alla fine dell'Ottocento assunse il ruolo di insegnante di composizione a Ginevra, Karlsruhe e Vienna.
Dal 1905 fu docente al Conservatorio di Basilea e dal 1907 all'Accademia Musicale di Monaco di Baviera, come successessore di Ludwig Thuille, dove insegnò composizione. 
Ha poi vissuto in Svizzera fino alla sua morte. Nel 1942 gli fu conferito un dottorato onorario dall'Università di Berna in occasione del suo ottantesimo compleanno.
Dopo il 1918 Klose non pubblicò più composizioni e si dedicò alla scrittura di libri.
Klose è stato un compositore prevalentemente ispirato dalla nuova scuola tedesca, rappresentata soprattutto da Richard Wagner e Hector Berlioz
Le opere di Klose sono caratterizzate da una scrittura contrappuntistica densa e da un trattamento orchestrale ricco e brillante.
Tra i suoi studenti annoveriamo: Max Butting, William Petersen, Filippine Schick e Paul Ben-Haim.
Tra le sue composizioni menzioniamo : il poema sinfonico Loreley; Messa opera 6; Andante religioso per orchestra; Das Leben ein Traum; Elfenreigen per orchestra; lieder.

## Opere

### Opere drammatiche
- Ilsebill. Das Märlein vom Fischer und seiner Frau, sinfonia drammatica,  libretto: Hugo Hoffmann, 1902;

### Opere corali
- Asklepiadische Strophen, per coro, 1888;
- Messe d-Moll für Soli, coro, orchestra, organo, 1889;
  - Andante religioso op. 9, intermezzo orchestrale, 1894;
  - Vidi Aquam, per coro orchestra, organo, op. 10, 1894;
  - Ave Maria, per soprano e orchestra, op. 11, 1894;
  - O salutaris hostia, per soprano, tenore e orchestra, op. 12, 1894;
- Quattro canzoni per coro maschile, 1905;
- Die Wallfahrt nach Kevlaar, ballata, tre cori, orchestra, organo, 1911;
- Ein Festgesang Neros per tenore, coro, orchestra e organo, 1912;
- Der Sonne-Geist, oratorio per solista, coro, orchestra e organo, 1917;

### Canzoni
- 14 Canzoni per voce e pianoforte op. 1-5 , 1886/1887;
- Verbunden, per mezzosoprano e pianoforte op. 8, 1888;
- Fünf Gesänge nach Giordano Bruno, per voce e pianoforte, 1918

### Opere orchestrali
- Jeanne d'Arc, poema sinfonico, prima del 1881;
- Loreley, poema sinfonico, prima del 1881;
- Elfenreigen, 1892;
- Festzug, 1892;
- Das Leben ein Traum, poema sinfonico per coro femminile,  1896;

### Opere strumentali
- Elegie per violino, viola, pianoforte, op. 7, 1889;
- Preludio e doppia fuga in do minore su un tema di Anton Bruckner per organo, coro,  1907;
- Quartetto per archi in mi bemolle maggiore, 1911;

### Libri
- Meine Lehrjahre bei Bruckner, 1927;
- Bayreuth. Eindrücke und Erlebnisse, 1929.